# Bruno Bernasconi
Bruno Bernasconi (* 24. April 1942; † im Mai 1999 in Mendrisio) war ein Schweizer Fussballspieler, der meist auf dem linken Flügel zum Einsatz kam.

## Vereinskarriere
Er spielte sowohl für den Grasshopper Club Zürich als auch für den FC Lugano. Mit diesem stand er 1971 im schweizerischen Cupfinal, der gegen Servette FC Genève jedoch mit einer 0:2-Niederlage endete. Insgesamt bestritt Bernasconi 182 Spiele in der Nationalliga A und erzielte dabei 35 Tore.

## Nationalmannschaft
Bernasconi war Mitglied der Schweizer Fussballnationalmannschaft, für die der Flügelspieler 1966 drei Länderspiele absolvierte.
Bernasconi starb nach langer Krankheit im Mai 1999 in Mendrisio. Er wurde 57 Jahre alt.